# Edward Asscher
Edward Asscher (Amsterdam, 7 oktober 1946) is een Nederlands voormalig parlementslid. Hij was namens de Volkspartij voor Vrijheid en Democratie (VVD) van 2007 tot 2011 lid van de Eerste Kamer der Staten-Generaal. Asscher is president-directeur van een familiebedrijf in diamanten in Amsterdam.

## Biografie
Asscher komt uit een Joodse familie van diamantairs. Hij studeerde economie aan de Rijksuniversiteit Groningen. Sinds 1975 is hij president-directeur van het familiebedrijf Koninklijke Asscher Diamant Maatschappij in Amsterdam.
Binnen de VVD was hij onder andere voorzitter van de JOVD in Groningen en voorzitter van de VVD-kamerkring Amsterdam. Asscher vervulde verder diverse bestuurlijke functies. Hij was voorzitter van Jumping Amsterdam en de Amsterdamse en Buitenveldertse Montessorischolen en lid van het dagelijks bestuur van het Joods Historisch Museum. Hij is voorzitter van onder andere de Dutch Diamond Manufacturers Association en de Stichting Amsterdam Diamantstad. Asscher is erelid van de door hem opgerichte Rotary Club Amsterdam International.
Bij de Eerste Kamerverkiezingen 2007 werd hij gekozen in de senaat. Hij werd op 12 juni 2007 beëdigd.

## Persoonlijk
Asscher is getrouwd en vader van een dochter en twee zoons. Hij is een oom van voormalig PvdA-partijleider Lodewijk Asscher en een kleinzoon van Abraham Asscher, in de Tweede Wereldoorlog een van de voorzitters van de Joodsche Raad.

## Onderscheidingen
- Officier in de Orde van Oranje Nassau (1999)
- Thorbecke Penning (2000)

- Parlement.com: vhjogfpwhhz3